# Actuación

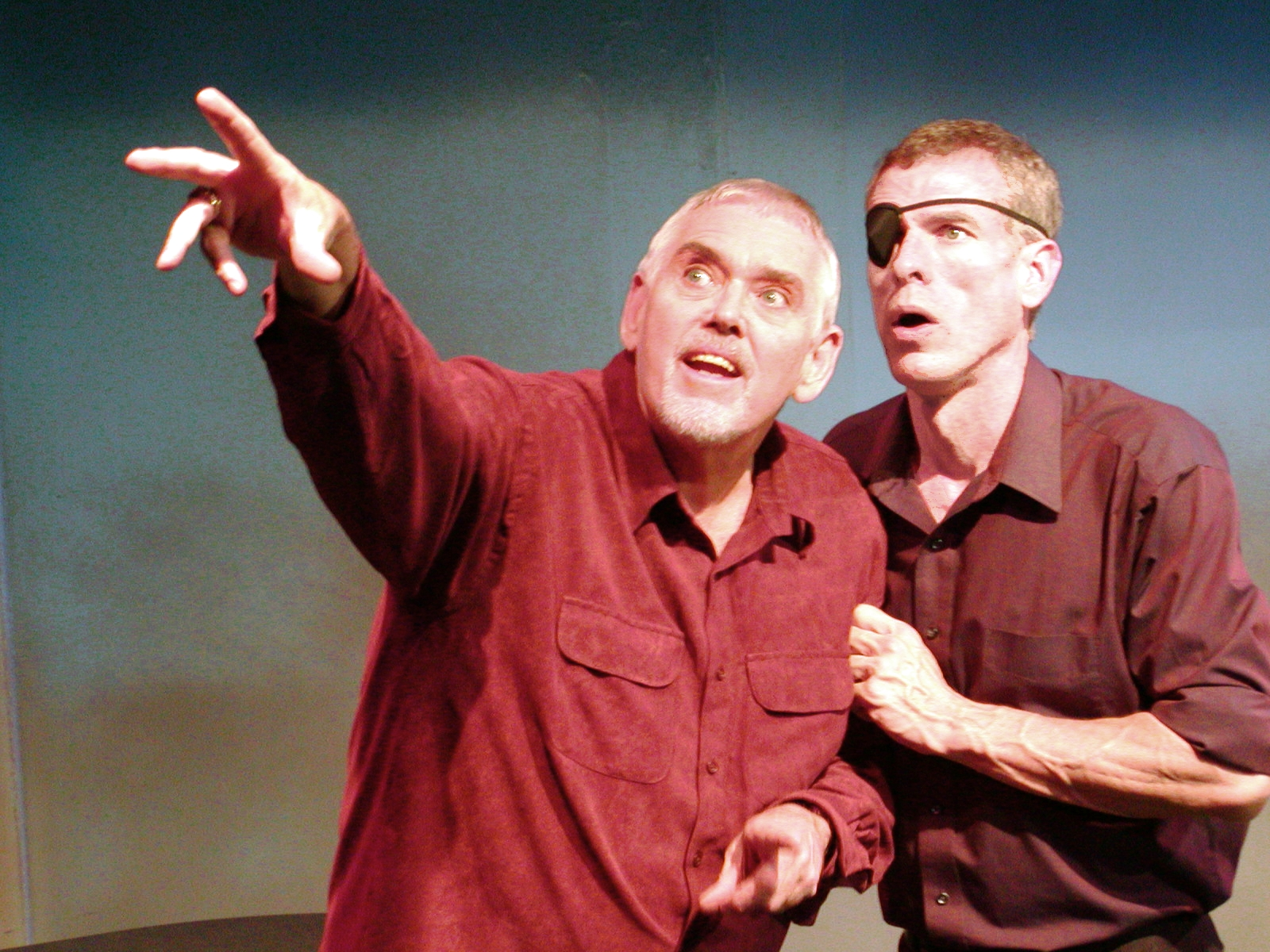
La actuación trabaja con la imaginación.

La actuación es el trabajo realizado por un actor o una actriz que mediante sus movimientos, gestos, dichos y entonación al representar a un personaje en una obra teatral, cinematográfica o de otro tipo.
El trabajo comienza desde una interiorización para conocer el principio del personaje y traerlo desde lo más profundo y transformarlo en un personaje integrado. La actuación se describe como el conjunto de acciones de un personaje dentro de la representación teatral. Aunque dichas acciones son auténticas, deberían por lo menos estar cargadas de una intención que permita que el observador se estimule y logre recibir el mensaje en su totalidad. El actor es quien ejecuta la acción.
Los problemas esenciales de la interpretación comprenden si el actor "siente" realmente o si se limita a imitar, si debe hablar con naturalidad o retóricamente y qué es lo que realmente constituye la naturalidad, y son tan antiguos como el propio teatro. No se trata solo de la actuación "realista", que surgió en el teatro del siglo XIX, sino de la naturaleza del propio proceso de actuación. A lo largo de la historia del teatro se ha discutido la cuestión de si el actor es un artista creativo o simplemente un intérprete. Dado que la interpretación del actor suele basarse en la obra, y se admite que el dramaturgo es un artista creativo, a veces se concluye que el actor debe ser solo un artista interpretativo. Algunos exponentes modernos de la creatividad de la actuación han aceptado indirectamente esta opinión y han recurrido, por tanto, al teatro no verbal. Pero otros niegan que este recurso al primitivismo sea necesario para hacer de la actuación un arte creativo.

## Evolución
Recientes investigaciones han llegado a la conclusión de que las primeras manifestaciones del canto de la actuación surgen en Grecia, cuando se realizaban ritos en que los sacerdotes encarnaban a los dioses para explicar al pueblo el significado de sus enseñanzas y órdenes.
El primer actor del que se tiene conocimiento escrito fue el griego Tespis, que actuó en el Teatro de Dioniso de Atenas en el año 534 a. C. En el escenario, Tespis habló en primera persona, interpretando de esta manera a un personaje. En aquel entonces ya se habían narrado historias ante una audiencia, pero siempre en tercera persona y además, de forma cantada. Escribiendo dos siglos después del evento, Aristóteles en su Poética ( c. 335 a. C.. ) sugiere que Tespis salió del coro ditirámbico y lo abordó como un personaje separado. Antes de Tespis, el coro narró (por ejemplo, "Dionisio hizo esto, Dionisio dijo aquello"). Cuando Tespis salió del coro, habló como si él fuera el personaje (por ejemplo, "Soy Dionisio, hice esto"). Para distinguir entre estos diferentes modos de la narración —actuación y narración— Aristóteles usa los términos " mimesis " (vía la puesta en acto ) y " diégesis " (vía la narración). 
La profesionalización de la actuación se inició en Europa en el siglo XVI, en Italia, con las primeras compañías profesionales de Comedia del arte; en Inglaterra, con las compañías protegidas por la nobleza en tiempos de la Reina Isabel (como la Lord Chamberlain's Men, la compañía de Shakespeare, que luego pasó a llamarse King's Men); en Francia, con la Comédie Française.
Hasta el siglo XVII los actores únicamente podían ser hombres. Se consideraba algo de mal gusto que una mujer actuase en un escenario. Así, en la época de Shakespeare los papeles femeninos eran interpretados por hombres o por muchachos jóvenes. Fue en los teatros de Venecia donde se produjo el cambio que permitió a las mujeres realizar interpretaciones teatrales.

## Entrenamiento

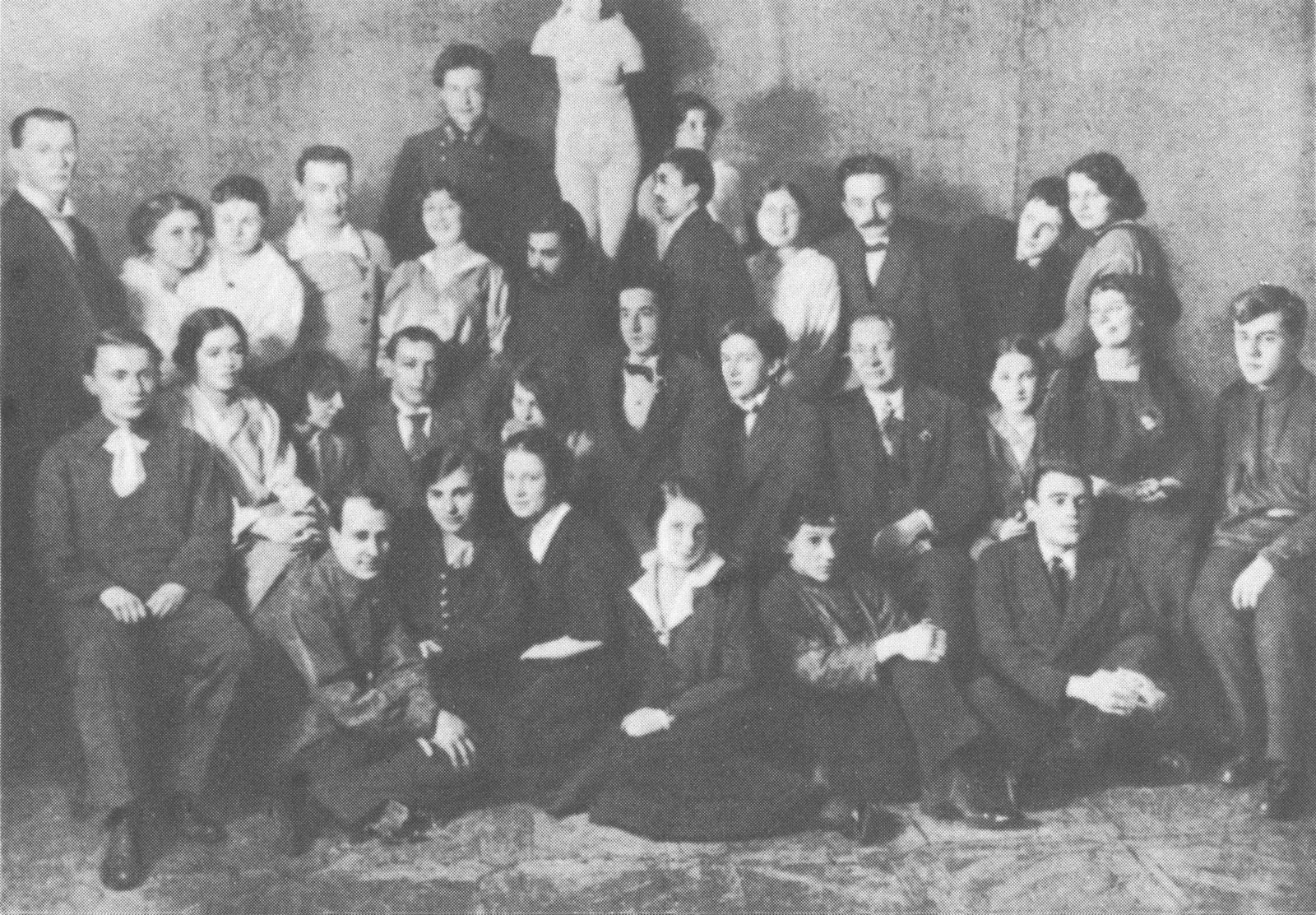
Miembros del First Studio, con quienes Stanislavski comenzó a desarrollar su 'sistema' de formación actoral, que constituye la base de la mayor parte de la formación profesional en Occidente.

Los conservatorios y las escuelas de teatro suelen ofrecer una formación de dos a cuatro años sobre todos los aspectos de la actuación. La mayoría de las universidades ofrecen programas de tres a cuatro años, en los que un estudiante a menudo puede elegir centrarse en la actuación, mientras continúa aprendiendo sobre otros aspectos del teatro. Las escuelas varían en su enfoque, pero en América del Norte el método más popular enseñado se deriva del 'sistema' de Konstantin Stanislavski, que fue desarrollado y popularizado en América como método de actuación de Lee Strasberg, Stella Adler, Sanford Meisner y otros.
Otros enfoques pueden incluir una orientación más física, como la promovida por practicantes de teatro tan diversos como Anne Bogart, Jacques Lecoq, Jerzy Grotowski o Vsevolod Meyerhold. Las clases también pueden incluir psicotecnia, trabajo con máscaras, teatro físico, improvisación y actuación para la cámara.
Independientemente del enfoque de la escuela, los estudiantes deben esperar un entrenamiento intensivo en interpretación textual, voz y movimiento. Las aplicaciones a programas de teatro y conservatorios generalmente involucran audiciones extensas. Por lo general, cualquier persona mayor de 18 años puede postularse. La formación también puede comenzar a una edad muy temprana. Las clases de actuación y las escuelas profesionales dirigidas a menores de 18 años están muy extendidas. Estas clases introducen a los actores jóvenes a diferentes aspectos de la actuación y el teatro, incluido el estudio de la escena.
Un mayor entrenamiento y exposición a hablar en público permite a los humanos mantenerse más tranquilos y relajados fisiológicamente. Al medir la frecuencia cardíaca de un orador público, tal vez sea una de las formas más fáciles de juzgar los cambios en el estrés a medida que la frecuencia cardíaca aumenta con la ansiedad. A medida que los actores aumentan las actuaciones, la frecuencia cardíaca y otras evidencias de estrés pueden disminuir. Esto es muy importante en la formación de los actores, ya que las estrategias de adaptación obtenidas de una mayor exposición a hablar en público pueden regular la ansiedad implícita y explícita.  Al asistir a una institución con especialización en actuación, una mayor oportunidad de actuar conducirá a una fisiología más relajada y una disminución del estrés y sus efectos en el cuerpo. Estos efectos pueden variar desde la salud hormonal hasta la cognitiva, lo que puede afectar la calidad de vida y el rendimiento.

## Improvisación

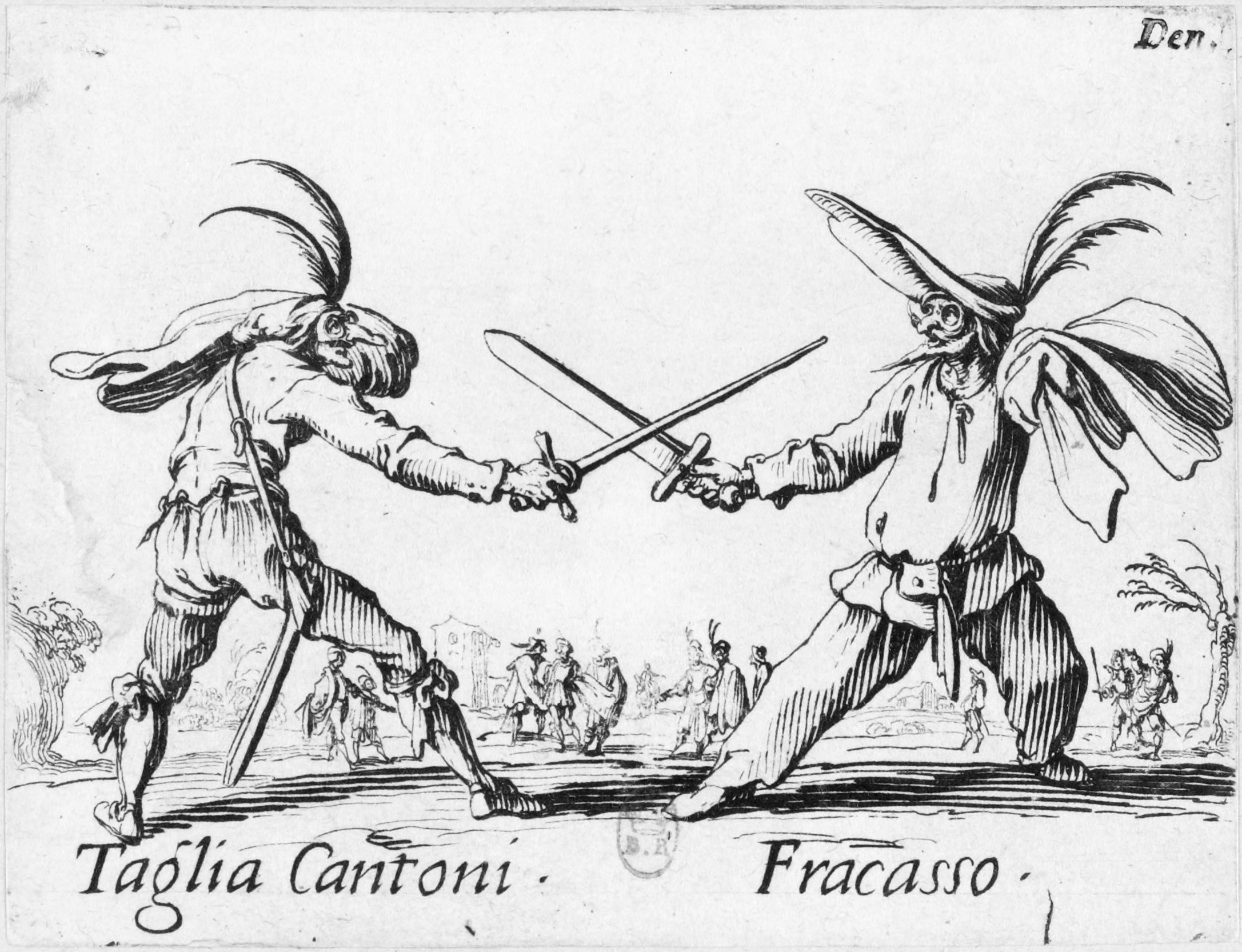
Dos personajes enmascarados de la commedia dell'arte, cuyos "lazzi" implicaron un importante grado de improvisación.

Algunas formas clásicas de actuación implican un elemento sustancial de actuación improvisada. Lo más notable es su uso por las compañías de la commedia dell'arte, una forma de comedia enmascarada que se originó en Italia.
La improvisación como un acercamiento a la actuación formó una parte importante del sistema de teatro ruso de Konstantin Stanislavski para   la formación del actor, que desarrolló a partir de la década de 1910 en adelante. A finales de 1910, el dramaturgo Maxim Gorky invitó a Stanislavski a reunirse con él en Capri, donde hablaron sobre la formación y la incipiente "gramática" de actuación de Stanislavski. Inspirado por una representación teatral popular en Nápoles que utilizó las técnicas de la commedia dell'arte, Gorky sugirió que formaran una compañía, siguiendo el modelo de los actores medievales ambulantes, en la que un dramaturgo y un grupo de actores jóvenes idean juntos nuevas obras de teatro mediante la improvisación. Stanislavski desarrollaría este uso de la improvisación en su trabajo con su Primer Estudio del Teatro de Arte de Moscú. El uso de Stanislavski se extendió aún más en los enfoques de actuación desarrollados por sus estudiantes, Michael Chekhov y Maria Knebel.
En el Reino Unido, el uso de la improvisación fue iniciado por Joan Littlewood a partir de la década de 1930 y, más tarde, por Keith Johnstone y Clive Barker. En Estados Unidos, fue promovido por Viola Spolin, luego de trabajar con Neva Boyden en la Hull House de Chicago, Illinois (Spolin fue alumno de Boyd de 1924 a 1927). Al igual que los practicantes británicos, Spolin sintió que jugar era un medio útil para entrenar a los actores y ayudaba a mejorar la actuación de un actor. Con la improvisación, argumentó, las personas pueden encontrar libertad de expresión, ya que no saben cómo resultará una situación improvisada. La improvisación exige una mente abierta para mantener la espontaneidad, en lugar de planificar previamente una respuesta. Un personaje es creado por el actor, a menudo sin referencia a un texto dramático, y un drama se desarrolla a partir de interacciones espontáneas con otros actores. Este enfoque para crear nuevos dramas ha sido desarrollado de manera más sustancial por el cineasta británico Mike Leigh, en películas como Secrets & Lies (1996), Vera Drake (2004), Another Year (2010) y Mr.Turner (2014).
La improvisación también se usa para encubrir si un actor o actriz comete un error.

## Semiótica

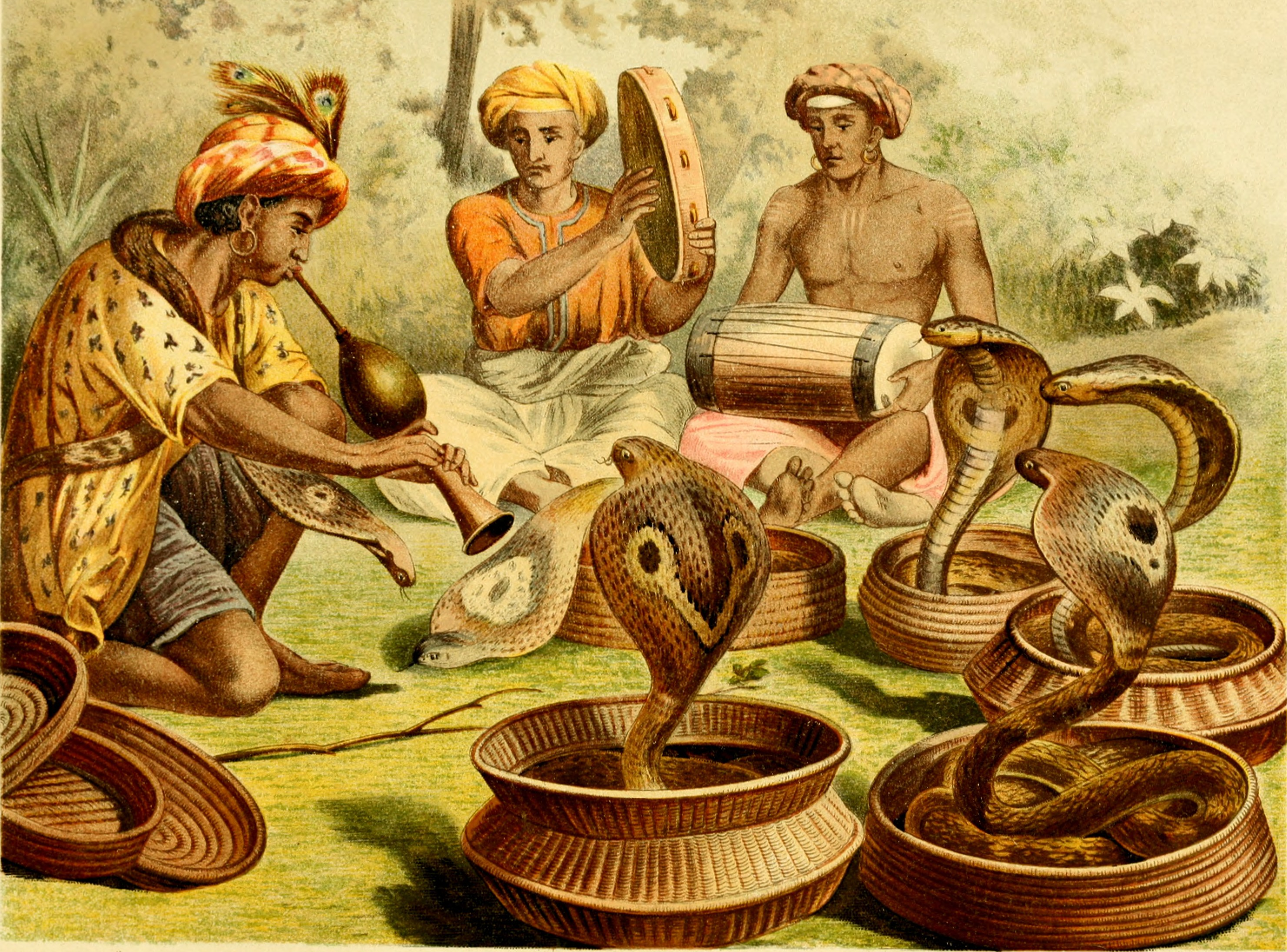
Antonin Artaud comparó el efecto de la actuación de un actor sobre una audiencia en su "Teatro de la crueldad" con la forma en que un encantador de serpientes afecta a las serpientes.

La semiótica de la actuación implica un estudio de las formas en que los aspectos de una actuación llegan a operar para su audiencia como signos. Este proceso involucra en gran medida la producción de significado, mediante el cual los elementos de la actuación de un actor adquieren significado, tanto dentro del contexto más amplio de la acción dramática como en las relaciones que cada uno establece con el mundo real.
Sin embargo, siguiendo las ideas propuestas por el teórico surrealista Antonin Artaud, también puede ser posible comprender la comunicación con una audiencia que ocurre 'debajo' de la significación y el significado (que el semiótico Félix Guattari describió como un proceso que involucra la transmisión de señales"). En su El teatro y su doble (1938), Artaud comparó esta interacción con la forma en que un encantador de serpientes se comunica con una serpiente, proceso que identificó como "mimesis", el mismo término que Aristóteles utilizó en su Poética (c. 335 a. C.) para describir el modo en que el drama comunica su historia, en virtud de su encarnación por parte del actor que la representa, a diferencia de la "diégesis", o la forma en que un narrador puede describirla. Estas "vibraciones" que pasan del actor al público no necesariamente se precipitan en elementos significativos como tales (es decir, "significados" percibidos conscientemente), sino que pueden operar por medio de la circulación de "afectos".
El enfoque de la actuación adoptado por otros profesionales del teatro implica diversos grados de preocupación por la semiótica de la actuación. Konstantin Stanislavski, por ejemplo, aborda las formas en las que un actor, basándose en lo que él llama la "experiencia" de un papel, también debe dar forma y ajustar una actuación para respaldar el significado general del drama, un proceso que él llama estableciendo la "perspectiva del rol". La semiótica de actuar juega un papel mucho más central en el teatro épico de Bertolt Brecht, en el que un actor se refiere a poner de manifiesto claramente la importancia socio histórica de la conducta y la acción por medio de la actuación específica elecciones, un proceso que él describe como el establecimiento del ""elemento en un "gestus" físico realizado en el contexto general de la obra". Eugenio Barba sostiene que los actores no deben preocuparse por el significado de su comportamiento escénico; este aspecto es responsabilidad, afirma, del director, quien teje los elementos significantes de la actuación de un actor en el "montaje" dramatúrgico del director.
El semiótico teatral Patrice Pavis, aludiendo al contraste entre el "sistema" de Stanislavski y el intérprete demostrativo de Brecht y, más allá de eso, al ensayo fundamental de Denis Diderot sobre el arte de actuar, Paradoja del actor (c. 1770-1778) - argumenta que:
La actuación fue vista durante mucho tiempo en términos de la sinceridad o hipocresía del actor: ¿debería creer en lo que está diciendo y sentirse conmovido por ello, o debería distanciarse y transmitir su papel de manera indiferente? La respuesta varía según se perciba el efecto que se producirá en el público y la función social del teatro.
Los elementos de una semiótica de la actuación incluyen los gestos del actor, las expresiones faciales, la entonación y otras cualidades vocales, el ritmo y las formas en que estos aspectos de una actuación individual se relacionan con el drama y el evento teatral (o película, programa de televisión o radio radiodifusión, cada uno de los cuales involucra diferentes sistemas semióticos) considerados en su conjunto. Una semiótica de la actuación reconoce que todas las formas de actuación implican convenciones y códigos por medio de los cuales la conducta de actuación adquiere importancia, incluidos esos enfoques, como el de Stanislvaski o el método de actuación estrechamente relacionado.desarrollados en los Estados Unidos, que se ofrecen a sí mismos como "un tipo natural de actuación que puede prescindir de convenciones y ser recibidos como evidentes y universales". Pavis continúa argumentando que:
Toda actuación se basa en un sistema codificado (incluso si el público no lo ve como tal) de comportamientos y acciones que se consideran creíbles y realistas o artificiales y teatrales. Abogar por lo natural, lo espontáneo y lo instintivo es solo intentar producir efectos naturales, regidos por un código ideológico que determina, en un momento histórico particular, y para una audiencia determinada, lo que es natural y creíble y lo declamatorio y teatral.
Las convenciones que rigen la actuación en general están relacionadas con formas estructuradas de juego, que involucran, en cada experiencia específica, "reglas de juego". Este aspecto fue explorado por primera vez por Johan Huizinga (en Homo Ludens, 1938) y Roger Caillois (en Man, Play and Games, 1958). Caillois, por ejemplo, distingue cuatro aspectos del juego relevantes para la actuación: mimesis ( simulación ), agon ( conflicto o competencia), alea ( azar ) e illinx (vértigo, o "situaciones psicológicas vertiginosas" que implican la identificación o catarsis del espectador ). Esta conexión con el juego como actividad fue propuesta por primera vez por Aristóteles en su Poética, en la que define el deseo de imitar en el juego como parte esencial del ser humano y nuestro primer medio de aprendizaje de niños:
Porque es un instinto de los seres humanos, desde la infancia, dedicarse a la mimesis (de hecho, esto los distingue de otros animales: el hombre es el más mimético de todos, y es a través de la mimesis que desarrolla su comprensión más temprana); e igualmente natural que todo el mundo disfrute de los objetos miméticos. (IV, 1448b)
Esta conexión con el juego también informó las palabras utilizadas en inglés (como era el caso análogo en muchos otros idiomas europeos) para el drama : la palabra " juego " o "juego" (traduciendo la plèga anglosajona o latín ludus ) era el término estándar utilizado hasta la época de William Shakespeare para un entretenimiento dramático, así como su creador era un "creador de juegos" en lugar de un "dramaturgo", la persona que actuaba era conocida como un "jugador" y, cuando en la era isabelina, edificios específicos para la actuación se construyeron, se les conocía como "casas de juegos" en lugar de " teatros ".